# Saint-Denis-de-Jouhet
Saint-Denis-de-Jouhet ist eine französische Gemeinde mit 969 Einwohnern (Stand: 1. Januar 2022) im Département Indre in der Region Centre-Val de Loire; sie gehört zum Arrondissement La Châtre und zum Kanton Neuvy-Saint-Sépulchre. Die Einwohner werden Dionisiens genannt.

## Geographie
Die Gemeinde Saint-Denis-de-Jouhet liegt etwa zehn Kilometer südwestlich von La Châtre. Das Gemeindegebiet wird im Westen vom Fluss Gourdon durchquert, an der Ostgrenze verläuft die Vauvre. Nachbargemeinden von Saint-Denis-de-Jouhet sind Neuvy-Saint-Sépulchre im Nordwesten und Norden, Fougerolles im Norden, Chassignolles im Osten, Crozon-sur-Vauvre im Südosten und Süden, La Buxerette im Südwesten, Cluis im Westen sowie Mouhers im Nordwesten.

## Bevölkerungsentwicklung
| Jahr                       | 1962 | 1968 | 1975 | 1982 | 1990 | 1999 | 2006 | 2013 | 2020 |
| Einwohner                  | 1521 | 1436 | 1348 | 1289 | 1200 | 1008 | 959  | 951  | 966  |
| Quellen: Cassini und INSEE |      |      |      |      |      |      |      |      |      |

## Sehenswürdigkeiten
- Kirche Saint-Denis aus dem 12./13. Jahrhundert, Monument historique seit 1920
- Schloss Seguières
- Schloss Fourson aus dem 15. Jahrhundert

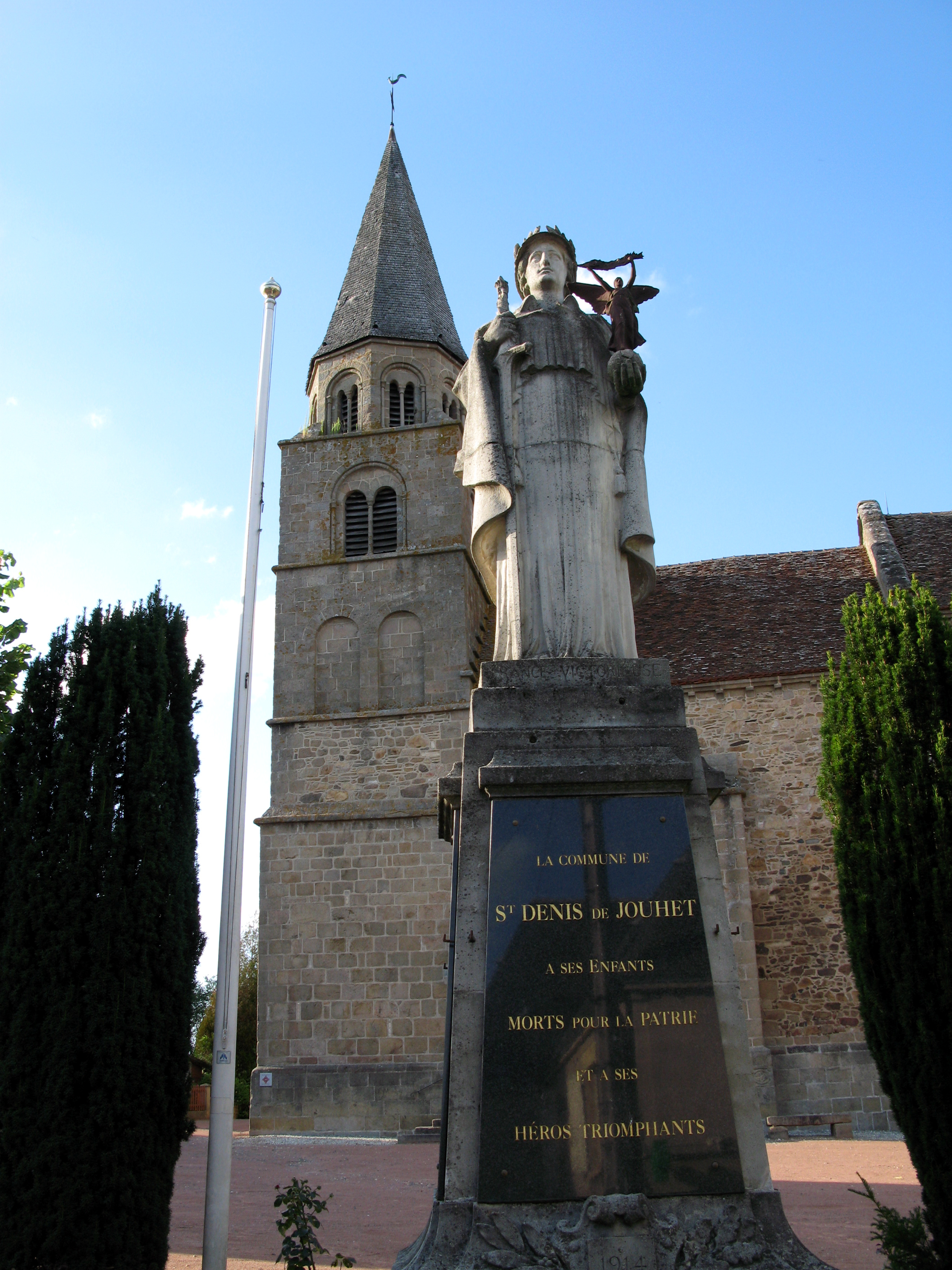
Kirche Saint-Denis

- Schloss Lusignan
- Mühle Dumont